# Ro-51
Ro-51 — підводний човен Імперського флоту Японії.
Корабель, який спорудили у 1920 році на верфі компанії Mitsubishi в Кобе, належав до підтипу L1 (він же тип Ro-51) типу L.
З 30 листопада 1920-го Ro-51 належав до 3-ї дивізії підводних човнів зі складу військово-морського округу Йокосука, а з 1 грудня 1922-го був переведений до 11-ї дивізії підводних човнів, що належали до військово-морського округу Куре.
15 грудня 1938-го Ro-51 вивели до резерву четвертої категорії. 1 квітня 1940-го Ro-51 виключили зі списків ВМФ та перекласифікували на плавзасіб Haisen No. 10.